# Малави на летних Олимпийских играх 2008
Малави приняло участие в летних Олимпийских играх 2008 года, отправив в Пекин четыре спортсмена в двух видах спорта: лёгкой атлетике и плавании. По итогам игр спортсмены из Малави не завоевали ни одной олимпийской медали.

## Лёгкая атлетика
| Спортсмен       | Дисциплина       | Предварительные забеги | Предварительные забеги | Четвертьфинал | Четвертьфинал | Полуфинал | Полуфинал | Финал     | Место |
| Спортсмен       | Дисциплина       | Результат              | Место                  | Результат     | Место         | Результат | Место     | Результат | Место |
| --------------- | ---------------- | ---------------------- | ---------------------- | ------------- | ------------- | --------- | --------- | --------- | ----- |
| Чонси Мастер    | Мужчины — 1500 м | 3:44.96                | 39                     |               |               | не прошёл | не прошёл | не прошёл | 39    |
| Люсия Чандамале | Женщины — 5000 м | 16:44.09               | 28                     |               |               |           |           | не прошла | 28    |

## Плавание
| Спортсмен         | Дисциплина                    | Предварительные заплывы | Предварительные заплывы | Полуфинал | Полуфинал | Финал     | Финал     |
| Спортсмен         | Дисциплина                    | Время                   | Место                   | Время     | Место     | Время     | Место     |
| ----------------- | ----------------------------- | ----------------------- | ----------------------- | --------- | --------- | --------- | --------- |
| Чарльтон Ньиренда | Мужчины — 50 м вольным стилем | 27.46                   | 80                      | не прошёл | не прошёл | не прошёл | не прошёл |
| Зара Пинто        | Женщины — 50 м вольным стилем | 32.53                   | 82                      | не прошла | не прошла | не прошла | не прошла |